# Slopné
Slopné je obec v okrese Zlín ve Zlínském kraji. Žije zde 563 obyvatel.

## Název
Vesnice se původně jmenovala Slopna (či Slopná), název byl odvozen od praslovanského slopъ – "past" a znamenalo tedy "místo, kde se kladou nebo vyrábějí pasti". Rod místního jména kolísal mezi ženským a středním, v 15. století se ustálil na středním. Výklad jména vesnice od slopat („chlastat“) je lidový.

## Historie
První písemná zmínka o obci pochází z roku 1261.
V září 2011 zde došlo k vraždě důchodce Miroslava Sedláře. K více než 20letým trestům za ni byli odsouzeni Maroš Straňák a David Šimon. V případu je však mnoho rozporů a nevyjasněných otázek, v únoru 2024 tak začala zlínská pobočka Krajského soudu v Brně již počtvrté rozhodovat o tom, zda bude proces obnoven.

## Obyvatelstvo
| Rok            | 1869 | 1880 | 1890 | 1900 | 1910 | 1921 | 1930 | 1950 | 1961 | 1970 | 1980 | 1991 | 2001 | 2011 | 2021 |
| -------------- | ---- | ---- | ---- | ---- | ---- | ---- | ---- | ---- | ---- | ---- | ---- | ---- | ---- | ---- | ---- |
| Počet obyvatel | 529  | 539  | 515  | 577  | 594  | 602  | 584  | 635  | 711  | 693  | 660  | 615  | 584  | 581  | 541  |
| Počet domů     | 88   | 91   | 92   | 97   | 98   | 103  | 107  | 130  | 140  | 144  | 156  | 173  | 178  | 184  | 194  |

## Obecní správa

### Obecní symboly
Znak a vlajka byly obci uděleny rozhodnutím předsedy Poslanecké sněmovny Parlamentu České republiky dne 5. dubna 2001.

## Pamětihodnosti
- Kostel svatého Rocha[9]
- Válcový mlýn Machů
- Fotbalové hřiště s neúplnými branami na starověkém hřbitově

## Osobnosti
- Josef Váňa, žokej, osminásobný vítěz Velké pardubické steeplechase

## Galerie

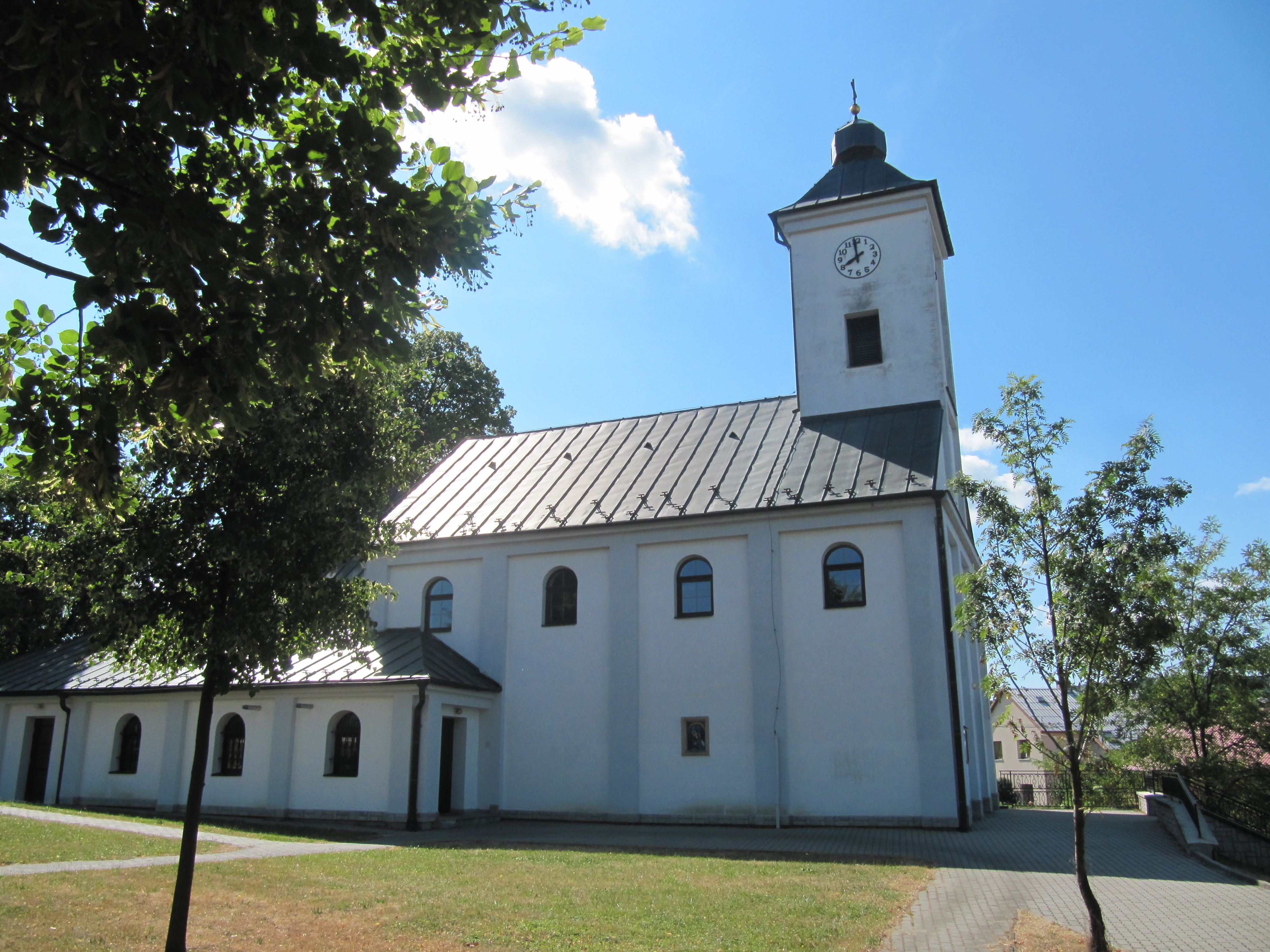
Kostel svatého Rocha
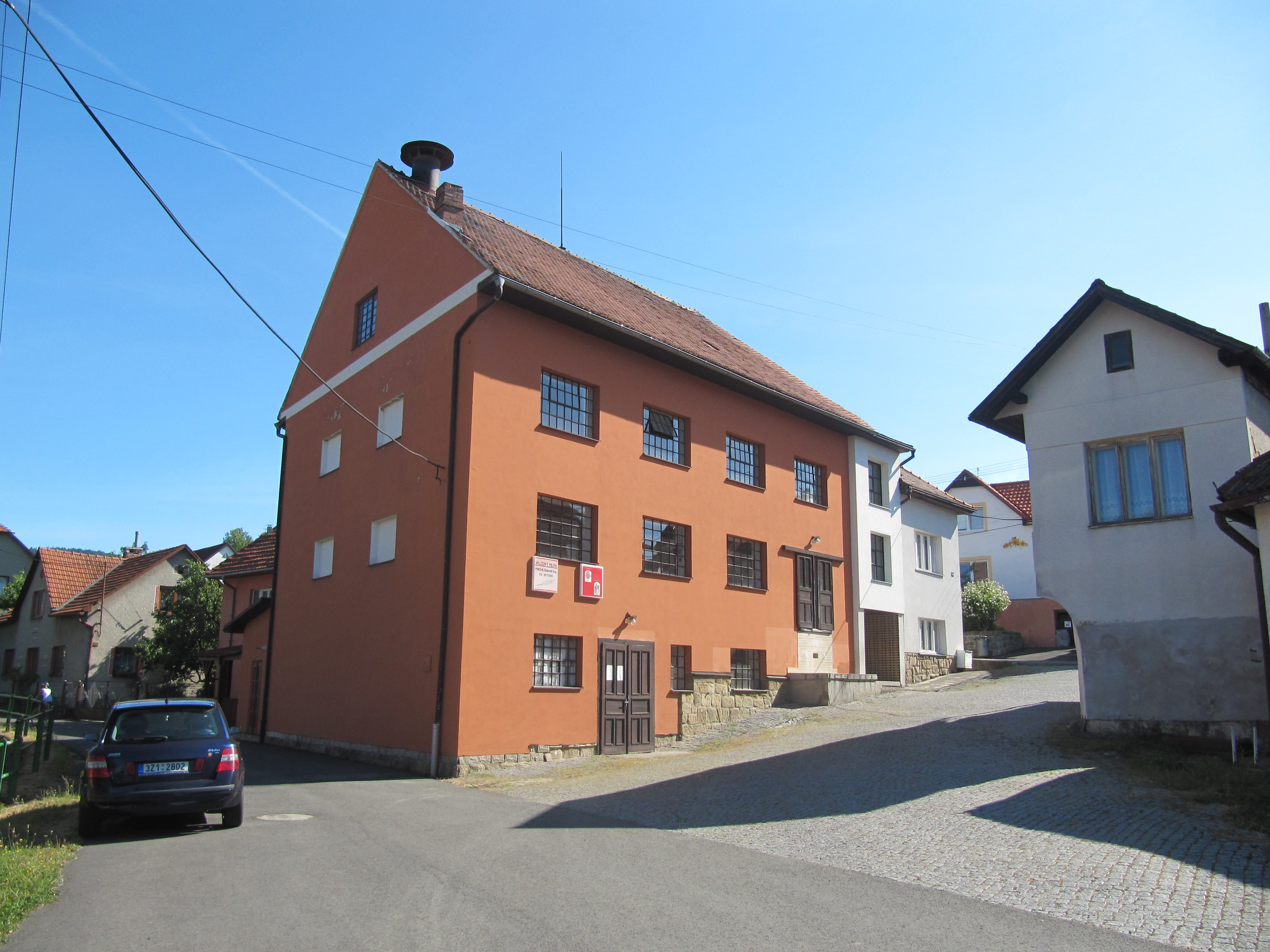
Historický válcový mlýn rodiny Machů
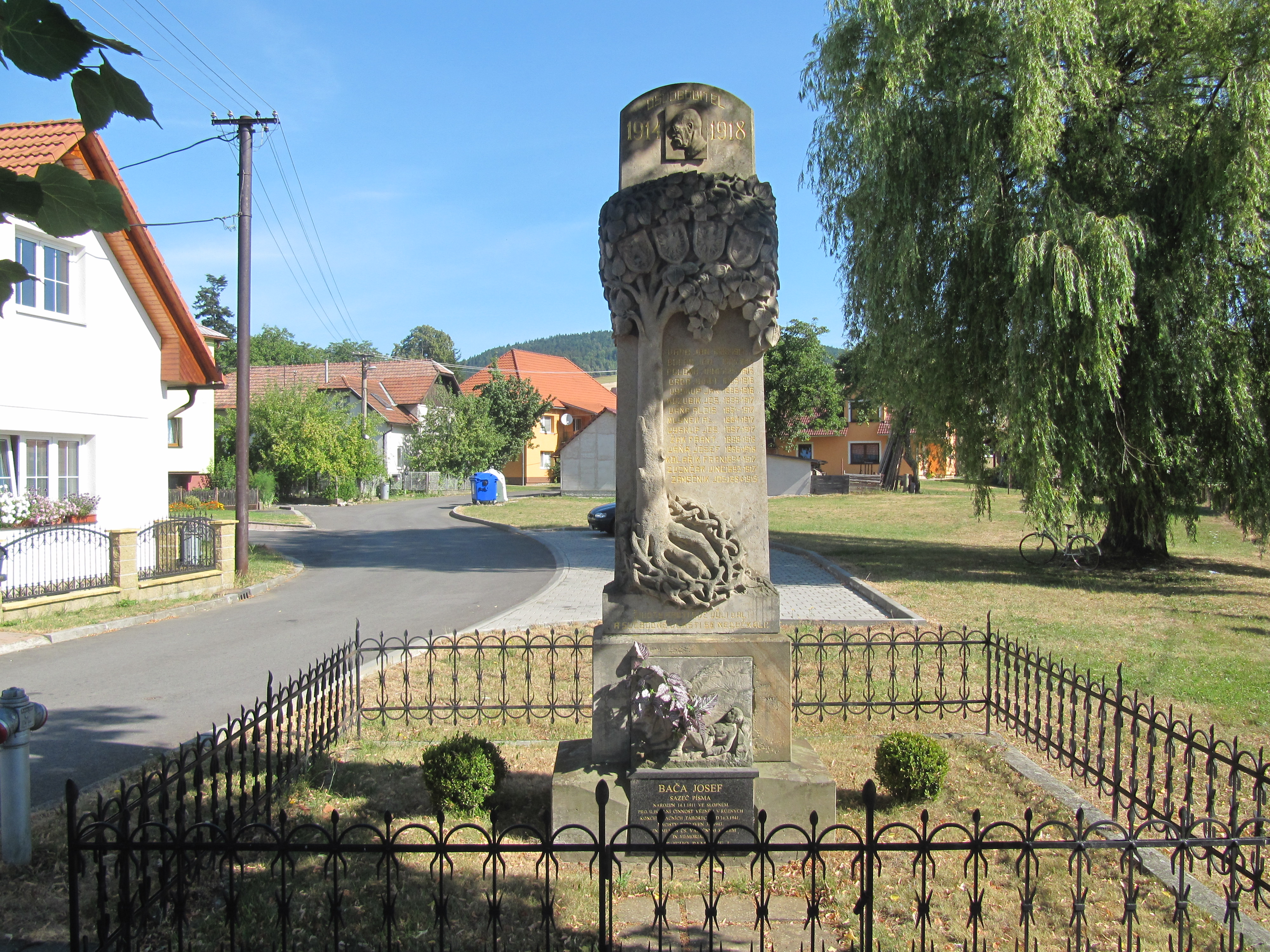
Pomník padlým v I. sv. válce
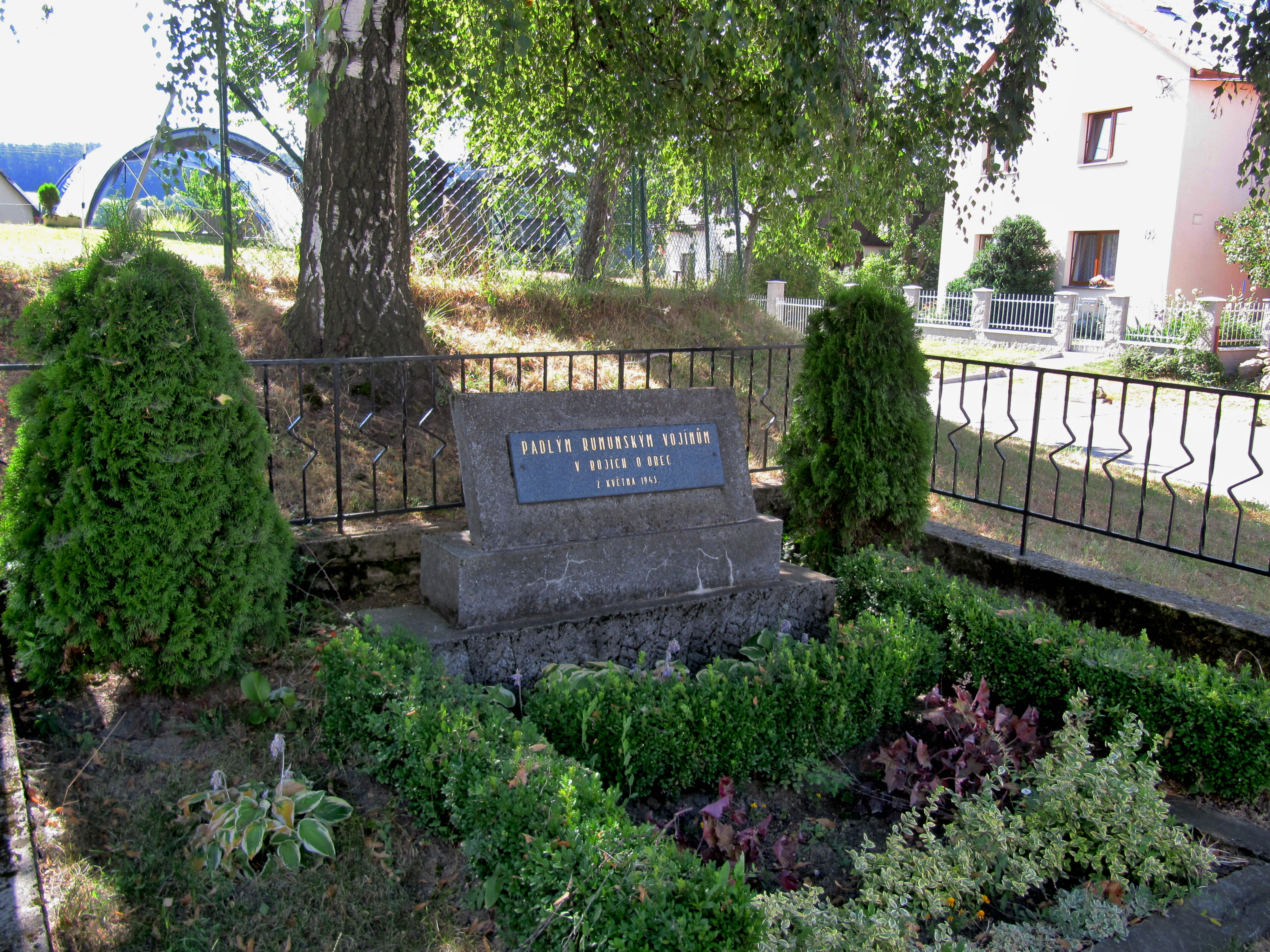
Pomník rumunským vojákům
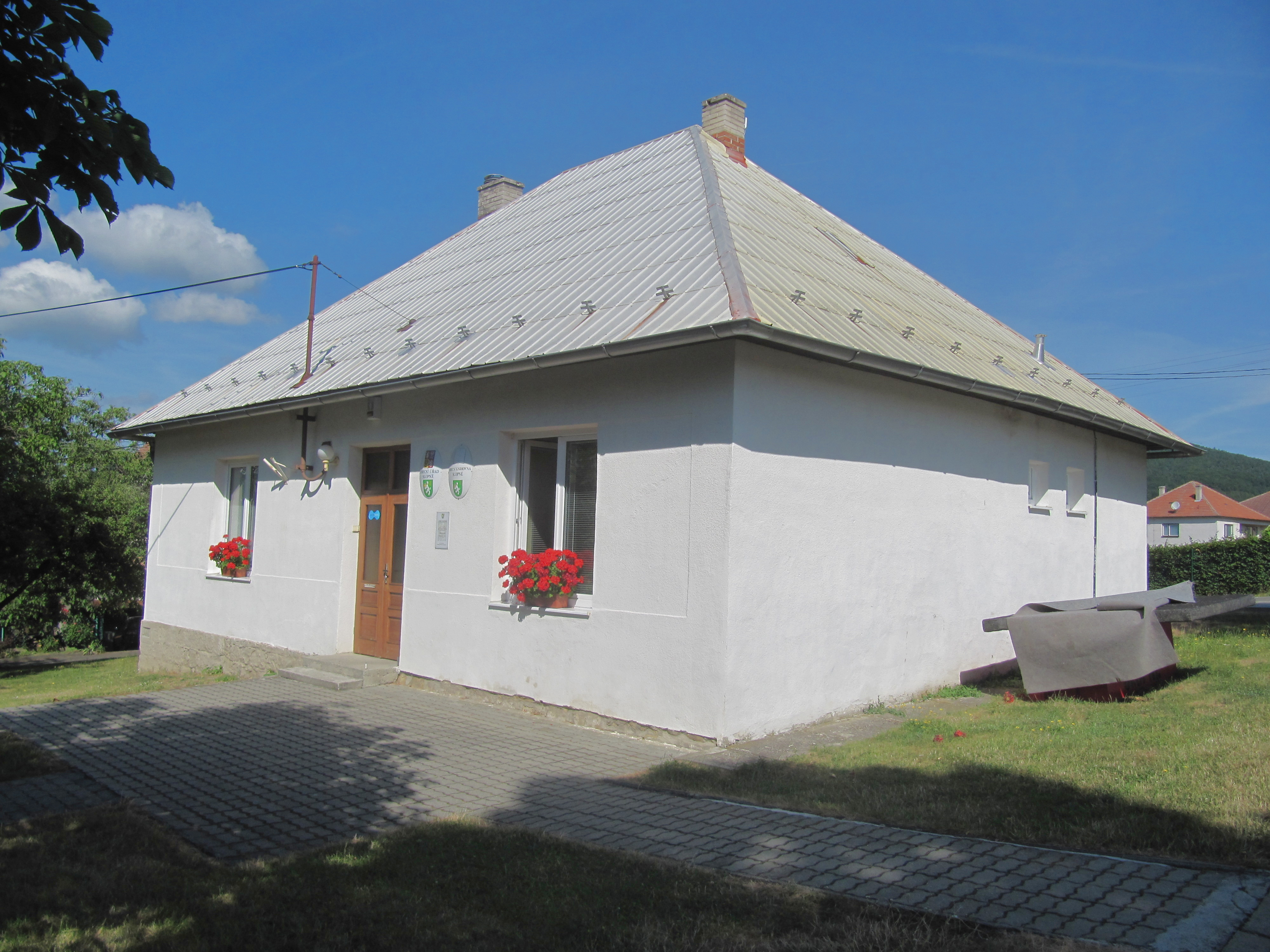
Obecní úřad

## Partnerské obce
- Slopná, Slovensko